# خوان أوليفاريس
خوان أوليفاريس (بالإسبانية: Juan Olivares Marambio)‏ مواليد 20 فبراير 1941 في تشيلي، هو لاعب كرة قدم تشيلي سابق كان يلعب كحارس مرمى. سبق له أن لعب في كأس العالم لكرة القدم مع منتخب بلاده.

## المسيرة الاحترافية

### أندية لعب لها
- سانتياغو واندررز
- يونيون إسبانيولا
- ديبورتيس ماجالانز

## روابط خارجية
- خوان أوليفاريس على موقع الاتحاد الدولي (مؤرشف)  (الإنجليزية)
- خوان أوليفاريس على موقع قاعدة بيانات كرة القدم.إي يو (الإنجليزية)
- خوان أوليفاريس على موقع ناشيونال فوتبول تيمز (الإنجليزية)
- خوان أوليفاريس على موقع عالم كرة القدم.نت (الإنجليزية)